# Битка при Солун (380)
Вижте пояснителната страница за други значения на Битка при Солун.
Битката при Солун се провежда през лятото или есента на 380 г. между готите на Фритигерн и римската армия, водена от Теодосий I.
Преустроена след Адрианопол, източноримската армия претърпява нова голяма загуба. Теодосий напуска Солун и предава контрола на операциите на западния император Грациан.